# أليكساندرو جراب
أليكساندرو جراب (بالرومانية: Alexandru Grab)‏ هو لاعب كرة قدم مولدوفي في مركز الوسط، ولد في 13 ديسمبر 1977 في بالتسي في مولدوفا. لعب مع نادي زاريا بالتي.

## وصلات خارجية
- أليكساندرو جراب على موقع قاعدة بيانات كرة القدم.إي يو (الإنجليزية)
- أليكساندرو جراب على موقع Soccerway.com (الإنجليزية)